# Белоцкий, Морис Львович
Морис Львович Белоцкий (Чёрный) (1895, Липовец Киевская губерния (ныне — Винницкая область) —1944,  Вышний Волочёк, Калининская область, РСФСР) — советский партийный деятель, кавалер двух орденов Красного Знамени РСФСР, участник Гражданской войны. Первый секретарь Киргизского обкома ВКП(б) (1933—1937).

## Биография
По национальности еврей.  Отец — адвокат. В 1909 году окончил Липовецкое городское училище, а в 1917 году — училище в Виннице .
В 1916—1917 годах примыкал к анархистам. В августе 1918 года вступил в РКП(б) (принят Липовецким уездным комитетом Киевской губернии). С того же года был председателем революционного комитета в Литве.
В 1919—1920 годах секретарь революционного командира и уездного комитета РКП(б) в Липовце и Умани. С 1920 года — в Рабоче-крестьянской Красной Армии, заместитель начальника политуправления 1-й Конной армии, затем военный комиссар 11-й кавалерийской дивизии.
Отличился во время боёв с армией генерала Врангеля и советско-польской войны. Вторично отличился во время штурма мятежного Кронштадта в марте 1921 года, будучи уполномоченным 79-й бригады. Дважды был за это награждён орденом Красного Знамени (30 июля 1921 года и 23 марта 1921 года).
После окончания войны продолжил службу в РККА. В 1923 году окончил Военную академию РККА, после чего преподавал в ней социально-экономические дисциплины, одновременно являлся помощником комиссара академии.
В мае 1924 года уволен в бессрочный отпуск. С июня 1924 года генеральный консул СССР в городе Термезе Бухарской Народной Советской Республики.
С 1925 года первый секретарь Скопинского уездного комитета ВКП(б). Позднее (1930) занимал должности инструктора Северо-Кавказского краевого комитета ВКП(б) и ответственного секретаря Донецкого окружного комитета ВКП(б).
С 1930 года первый секретарь Северо-Осетинского обкома ВКП(б).
В 1932 году окончил курсы марксизма-ленинизма при ЦК ВКП(б), после чего работал первым заместителем председателя «Осоавиахима».
С сентября 1933 года по март 1937 года первый секретарь Киргизского обкома ВКП(б).
По мнению секретаря ЦК КПК Т.У. Усубалиева, «сам Белоцкий вместе с сотрудниками НКВД непосредственно и активно занимался уничтожением неугодных ему руководящих работников молодой Киргизской Советской Республики».
9 июля 1937 года исключён из ВКП(б), а затем арестован вместе со всей семьёй по обвинению в связи с врагами народа. Приговорён к лишению свободы. В 1940 году М.Л.Белоцкий писал из тюрьмы К.Е.Ворошилову: «У меня осталось трое ребятишек. Мать их (первая в Киргизии летчица) тоже сидит. Вы знали меня, когда я был еще 23-летним парнем, вы сами мне вручали два ордена Красного Знамени. Во имя того времени позаботьтесь о моих детях. Уж они-то ни в чем не повинны. Но самое главное — позаботьтесь о Киргизии: это маленькая слабая республика, навредили ей ужасно много». 
В 1944 году умер в тюрьме города Вышний Волочёк Калининской (ныне — Тверской) области.
Делегат X, XV и XVII съездов ВКП(б). Член ЦИК СССР 7-го созыва.

## Сочинения
- Военная академия за пять лет, 1918—1923: сборник. — М., 1923. — 411 с.

## Семья
- 1-й брак — Софья Александровна Усиевич[7]. 
  - Сын — Климент Морисович Белоцкий (назван в честь К. Е. Ворошилова), писатель, историк Гражданской войны.
- 2-й брак — Нина Давидовна Лордкипанидзе (1899–1983), член ВКП(б) с 1918 года. Под руководством З.Кокориной стала одной из первых в Киргизии женщин-летчиц; в 30-е годы — на партийной работе; в 1938 году была арестована, через полгода освобождена[8][9][10]. В первом браке Н.Лордкипанидзе была замужем за Борисом Натановичем Беленьким (1897–1937)[11], братом советской разведчицы П.Беленькой. Ее сын от первого брака  — Георгий Борисович Беленький.
  - Сын — Сандро Морисович Белоцкий (1934–2019), врач-иммунолог, доктор медицинских наук (1973), поэт и писатель, с 1990 года жил в Израиле, работал в Медицинском центре имени Хаима Шибы и в Университете Бар-Илан. Автор  200 печатных работ, 3 монографий и 1 авторского свидетельства[12].